# Oldenburg (Indiana)
Oldenburg és una població dels Estats Units a l'estat d'Indiana. Segons el cens del 2000 tenia 647 habitants.

## Demografia
Segons el cens del 2000, Oldenburg tenia 647 habitants, 215 habitatges, i 135 famílies. La densitat de població era de 594,8 habitants/km².
Dels 215 habitatges en un 27,4% hi vivien nens de menys de 18 anys, en un 54,4% hi vivien parelles casades, en un 7% dones solteres, i en un 37,2% no eren unitats familiars. En el 34,4% dels habitatges hi vivien persones soles el 19,5% de les quals corresponia a persones de 65 anys o més que vivien soles. El nombre mitjà de persones vivint en cada habitatge era de 2,31 i el nombre mitjà de persones que vivien en cada família era de 3,01.
Per edats la població es repartia de la següent manera: un 17,3% tenia menys de 18 anys, un 5,1% entre 18 i 24, un 21,2% entre 25 i 44, un 21,8% de 45 a 60 i un 34,6% 65 anys o més.
L'edat mediana era de 49 anys. Per cada 100 dones de 18 o més anys hi havia 55,5 homes.
La renda mediana per habitatge era de 42.292 $ i la renda mediana per família de 56.042 $. Els homes tenien una renda mediana de 36.635 $ mentre que les dones 28.571 $. La renda per capita de la població era de 19.620 $. Entorn del 2,3% de les famílies i el 17,7% de la població estaven per davall del llindar de pobresa.

## Poblacions més properes
El següent diagrama mostra les poblacions més properes.